# Trilitionite
La trilitionite è un minerale appartenente al gruppo delle miche.

## Etimologia
Il nome ricalca la composizione chimica: è una mica ricca di litio e triottaedrica.